# Umburanas
Umburanas è un comune del Brasile nello Stato di Bahia, parte della mesoregione del Centro-Norte Baiano e della microregione di Senhor do Bonfim.
Umburanas ricopre 1.775,633 km², ed ha una popolazione di 13.642 abitanti, con una densità abitativa di 7,68 abitanti/km². Il comune si trova nell'ecoregione caatinga. Umburanas confina con cinque altri comuni: Ourôlandia, Mirangaba, Campo Formoso, Morro de Chapéu e Sento Sé, tutti nello Stato di Bahia.